# Петров-Дол (Варненська область)
Петро́в-Дол (болг. Петров дол) — село у Варненській області Болгарії. Входить до складу общини Провадія.

## Населення
За даними перепису населення 2011 року у селі проживали 369 осіб.
Національний склад населення села:
| Національність   | Кількість осіб | Відсоток |
| ---------------- | -------------- | -------- |
| болгари          | 345            | 96,9%    |
| турки            | 0              | 0%       |
| інша             | 10             | 2,8%     |
| Всього відповіли | 356            |          |

Розподіл населення за віком у 2011 році:
Динаміка населення:

## Відомі уродженці
- Іванов Вічо (1901–1979) — болгарський письменник, літературний та художній критик.